# Mohammed Sinwar
Mohammed Ibrahim Hassan al-Sinwar (em árabe: محمد إبراهيم حسن السنوار; Khan Yunis, 16 de setembro de 1975 – Al-Fukhari, 13 de maio de 2025) foi um político e militante palestino que se tornou líder do Hamas na Faixa de Gaza e de seu braço armado, as Brigadas Izz al-Din al-Qassam, após o assassinato de seu irmão Yahya Sinwar em outubro de 2024. Ele ocupou ambos os cargos até ser morto pelas Forças de Defesa de Israel em maio de 2025.
Nascido no campo de refugiados de Khan Yunis, Sinwar passou vários anos em prisões israelenses e da Autoridade Palestina na década de 1990 e se tornou líder da Brigada Khan Yunis do Hamas em 2005. Israel fez várias tentativas de assassiná-lo, a última das quais o matou em 2025.

## Primeiros anos
Mohammed Ibrahim Hassan Sinwar nasceu no campo de refugiados de Khan Yunis em 16 de setembro de 1975. A família de Sinwar fugiu de Al-Majdal Asqalan (Ashkelon) durante a Guerra Árabe-Israelense de 1948.

## Carreira militar
Sinwar ingressou no Hamas em 1991, tornando-se membro de sua ala militar, as Brigadas Al-Qassam. Ele foi ideologicamente influenciado pelo cofundador do Hamas, Abdel Aziz al-Rantisi. Sua posição no grupo aumentou com o tempo, e ele eventualmente se tornou um dos chefes do Estado-Maior Conjunto, onde se aproximou de comandantes do Hamas como Mohammed Deif e Sa'ad al-Arabid — este último assassinado em 2003. Ele também se aproximou do vice-comandante do Hamas, Marwan Issa.
Sinwar participou da Primeira Intifada e foi preso por Israel em 1991 por suspeita de terrorismo, cumprindo apenas nove meses de prisão na Prisão de Ktzi'ot antes de ser libertado. Em 1992, esteve envolvido no sequestro e assassinato do soldado israelense Alon Karavani, uma operação liderada por Deif. Foi preso pela Autoridade Palestina em Ramallah no final da década de 1990, passando três anos na prisão antes de escapar em 2000.
Durante a Segunda Intifada, Sinwar planejou ataques contra alvos israelenses e supervisionou ataques com foguetes. Em 2005, tornou-se comandante da Brigada Khan Yunis do Hamas — cargo que ocupou até 2016, de acordo com as Forças de Defesa de Israel (IDF). Operou ao lado de comandantes seniores como Hassan Salameh e acumulou experiência e influência por conseguir se manter discreto. Pouco se sabia sobre ele pelos serviços de segurança de Israel, e autoridades árabes disseram que ele operava principalmente "nos bastidores", o que lhe rendeu o apelido de "Sombra".
Sinwar teria estabelecido laços com clãs criminosos, como o clã Doghmush, facilitando o sequestro do soldado israelense Gilad Shalit em 2006. Ele fazia parte da célula que conduziu o sequestro, sendo um dos principais arquitetos do ataque. Ele também desempenhou um papel fundamental na ocultação de Shalit, supostamente mantendo-o prisioneiro por um breve período. Shalit foi trocado em 2011 por 1.027 prisioneiros palestinos, incluindo o irmão de Sinwar, Yahya Sinwar, com Mohammed insistindo em sua libertação.
Sinwar teria convencido o Ansar Bait al-Maqdis, alinhado à Al-Qaeda, a se juntar ao Estado Islâmico, que estabeleceu a Província do Sinai do grupo. O Hamas forneceu armas e treinamento ao grupo em troca de garantir que os carregamentos de armas chegassem a Gaza. Ele ganhou ainda mais influência após Raed al Atar e Mahmoud Abu Shamaleh, candidatos a substituir Deif, serem mortos durante a guerra de Gaza em 2014.
Em uma entrevista de 2022 à Al Jazeera, Sinwar afirmou que a maioria da população de Gaza não o reconheceria por ser muito desconhecido. Ele havia faltado ao funeral de seu pai para manter o sigilo. Ainda na entrevista, falando sobre as tentativas de assassinato israelenses contra ele no passado e o conflito com Israel, ele declarou: "Para nós, disparar foguetes contra Tel Aviv é mais fácil do que beber água."
A inteligência israelense acreditava que Mohammed Sinwar era um dos mentores do ataque liderado pelo Hamas a Israel em 7 de outubro de 2023. Israel o tornou um dos homens mais procurados em sua operação militar em Gaza, oferecendo uma recompensa de US$ 300.000 por informações sobre seu paradeiro. Ele teria sido um confidente próximo de seu irmão Yahya Sinwar durante a guerra. Autoridades de segurança israelenses disseram que a crueldade fazia parte da natureza de Sinwar e que ele executou colaboradores de Israel com suas próprias mãos.

### Unidade Sombra
Cerca de três meses após o sequestro de Gilad Shalit em 2006, Sinwar supervisionou a criação da "Unidade Sombra" do Hamas com a aprovação de Deif. Era uma força secreta de elite que protegia prisioneiros valiosos, incluindo Shalit. Sinwar selecionou pessoalmente militantes de Khan Yunis para comandar a unidade, incluindo os comandantes de campo Rahman al-Mubasher, Khaled Abu Bakra e Mohammed Dawoud, todos mortos por Israel em 2013 e 2021. A unidade foi mantida em segredo até que o Hamas divulgou imagens de Shalit em cativeiro em 2016.
Sinwar continuou a recrutar membros para a unidade e a aprimorar suas capacidades ao longo do tempo, com seu propósito se tornando mais evidente após a tomada de reféns durante os ataques de 7 de outubro.

## Liderança do Hamas
Sinwar tornou-se o comandante das Brigadas Al-Qassam após o assassinato de Deif em julho de 2024. Mais tarde naquele ano, tornou-se o líder geral de facto do grupo em Gaza, após seu irmão mais velho, Yahya Sinwar, ser morto por soldados israelenses em outubro. Embora autoridades do Hamas em Doha tenham estabelecido um comitê temporário de liderança coletiva, os militantes em Gaza decidiram atuar de forma independente sob o comando de Sinwar.
Autoridades israelenses o viam como tão extremista quanto Yahya, porém com mais experiência militar. Autoridades israelenses e árabes o caracterizaram como um obstáculo nas negociações de cessar-fogo, com Daniel Shapiro, ex-embaixador dos Estados Unidos em Israel, afirmando que "há pouca chance de a guerra terminar antes que ele morra" e que "sua remoção poderia abrir caminho para a libertação de todos os reféns e o início de um futuro pós-guerra para Gaza sem o Hamas". Sinwar era conhecido por se opor a compromissos com Israel e era contra qualquer acordo que obrigasse o Hamas a se desmantelar e se desarmar.

### Estratégia
Sinwar foi uma figura central nos esforços de recrutamento do Hamas durante a guerra de Gaza. Embora milhares de militantes tenham sido mortos por Israel, a destruição causada encorajou muitos palestinos a se juntarem ao grupo. Sua campanha de recrutamento e seu contínuo esforço de guerra representaram um desafio para Israel, pois permitiram que o grupo se reconstruísse mais rápido do que as Forças de Defesa de Israel (FDI) conseguiram destruí-lo, de acordo com o ex-general de brigada das FDI, Amir Avivi. Sinwar também recrutou membros para a unidade "Flecha" do Hamas, responsável por manter a ordem social em Gaza e reprimir o saque de ajuda humanitária.
Recrutas inexperientes realizaram ataques hit-and-run contra as forças israelenses sob o comando de Sinwar, lutando em pequenas células e utilizando armas de fogo e mísseis antitanque que não exigem habilidades avançadas. Os recrutas receberam a promessa de comida e ajuda para si e suas famílias. Os combatentes do Hamas também utilizaram munições não detonadas lançadas por Israel, particularmente no norte de Gaza.

## Tentativas de assassinato frustradas
Até maio de 2021, Sinwar havia sido alvo de pelo menos seis tentativas de assassinato por Israel em um período de 20 anos.
Durante a Segunda Intifada, Sinwar foi alvo de um ataque em setembro de 2000. Mais tarde, em 2003, ele foi alvo de um ataque explosivo improvisado, quando um dispositivo explosivo improvisado foi detonado na parede de sua casa, embora ele tenha saído ileso.
Em 2006, um ataque aéreo israelense atingiu um veículo que supostamente transportava Sinwar, porém ele não estava dentro.
Em 2008, Sinwar teria usado transmissões de rádio pré-gravadas para enganar as Forças de Defesa de Israel (FDI), fazendo-as acreditar que ele estava falando ao vivo do local do sinal, levando as FDI a bombardear a área, embora Sinwar nunca tenha estado lá.
O Hamas anunciou que Sinwar havia morrido durante a Guerra de Gaza de 2014 e divulgou uma imagem que supostamente mostrava seu corpo deitado em uma cama manchada de sangue. Isso foi feito para impedir novas tentativas de assassinato contra ele. Israel acreditava que ele havia morrido até descobrir evidências de sua sobrevivência nove anos depois. Sinwar presumivelmente estava escondido nos túneis sob a Faixa de Gaza.
Em 2019, Sinwar e outros comandantes do Hamas, incluindo Rafa Salama, teriam sido alvos de um plano em que comandos israelenses os envenenariam e sequestrariam em uma praia em Khan Yunis. As Brigadas Al-Qassam rejeitaram a reportagem como "infundada".
Durante a crise Israel-Palestina de 2021, Sinwar e Salama ficaram levemente feridos após um ataque aéreo israelense em um túnel em que estavam. Em 16 de maio daquele ano, Israel bombardeou a casa de Sinwar, bem como a de seu irmão, Yahya Sinwar, em Khan Yunis, mas ambas estavam aparentemente desocupadas.

## Assassinato
Em 13 de maio de 2025, as Forças de Defesa de Israel (IDF) e o Shin Bet afirmaram que Sinwar havia sido alvo de um ataque aéreo israelense contra um bunker sob o Hospital Europeu de Gaza em Khan Yunis. O ataque matou 26 pessoas, segundo o Ministério da Saúde de Gaza, mas o destino de Sinwar não estava claro. De acordo com o canal saudita Al-Hadath, os corpos de Sinwar e Muhammad Shabana foram recuperados do túnel. O ministro da Defesa israelense, Israel Katz, afirmou que "de acordo com todas as indicações, Muhammad Sinwar foi eliminado". Um alto funcionário do Hamas, Osama Hamdan, afirmou que membros do Hamas na Faixa de Gaza lhe disseram que Sinwar ainda estava vivo. Em 28 de maio de 2025, o primeiro-ministro israelense, Benjamin Netanyahu, afirmou que Sinwar havia sido morto. Em 31 de maio de 2025, as Forças de Defesa de Israel (IDF) e o Shin Bet confirmaram a morte de Sinwar.